# Орьяк-л’Эглиз
Орья́к-л’Эгли́з (фр. Auriac-l'Église, окс. Auriac) — коммуна во Франции, находится в регионе Овернь. Департамент — Канталь. Входит в состав кантона Массьяк. Округ коммуны — Сен-Флур.
Код INSEE коммуны — 15013.
Коммуна расположена приблизительно в 410 км к югу от Парижа, в 60 км южнее Клермон-Феррана, в 70 км к северо-востоку от Орийака.

## Население
Население коммуны на 2008 год составляло 203 человека.
| 1962 | 1968 | 1975 | 1982 | 1990 | 1999 | 2008 |
| ---- | ---- | ---- | ---- | ---- | ---- | ---- |
| 292  | 364  | 293  | 251  | 229  | 209  | 203  |

## Экономика
В 2007 году среди 111 человек в трудоспособном возрасте (15—64 лет) 77 были экономически активными, 34 — неактивными (показатель активности — 69,4 %, в 1999 году было 59,5 %). Из 77 активных работали 70 человек (38 мужчин и 32 женщины), безработных было 7 (5 мужчин и 2 женщины). Среди 34 неактивных 6 человек были учениками или студентами, 18 — пенсионерами, 10 были неактивными по другим причинам.

## Достопримечательности
- Церковь Сен-Никола (XII век). Памятник истории с 1988 года[3]